# Carroza de Vilaragut
Carroça de Vilaragut (Valencia c. 1356-1423) nació en el seno de una familia noble llegada a Valencia con Jaume I el Conquistador. Formó parte de la corte de Juan I de Aragón. Mujer culta e inteligente, llegó a tener gran influencia política en la corte medieval, hecho insólito para una mujer en el tiempo histórico que vivió. Su ascendente sobre el rey y la reina Violant de Bar le generó numerosos enemigos entre las diferentes camarillas, que acabaron urdiendo una conjura contra ella hasta alejarla del círculo real. 
Tras ser expulsada de la corte se retiró al castillo de Corbera.